# Функція Кантора

Графік функції Кантора

Функція Кантора (також драбина Кантора чи драбина Диявола) — є прикладом монотонної неперервної функції {\displaystyle [0,1]\to [0,1]}, що не є рівною константі, але її похідна рівна нулю майже всюди.

## Побудова
Розглянемо функцію, рівну {\displaystyle 1/2} на {\displaystyle [1/3,2/3]}, {\displaystyle 1/4} на {\displaystyle [1/9,2/9]}, {\displaystyle 3/4} на {\displaystyle [7/9,8/9]} і так далі.
На інших точках одиничного відрізку довизначимо функцію до неперервної.
Одержана функція і називається функцією Кантора.

### Формальне визначення
Функцію можна побудувати за допомогою наступних кроків.
1. Подати дійсне число x в системі числення з основою 3 уникаючи де можливо 1 (це можливо у двох випадках подібних до 022222… = 100000… чи 200000… = 122222… на зразок як в десятковій системі 1 = 0,999999…)
2. Замінити першу цифру 1 на 2, а всі наступні цифри на 0.
3. Замінити всі 2 на 1.
4. Інтерпретувати одержану послідовність, як дійсне число в двійковій системі числення. Дане число c(x) і є значенням функції Кантора від аргументу x.

## Властивості
- Похідна функції Кантора визначена і рівна нулю на всіх точках одиничного відрізка крім множини Кантора, яка є множиною міри нуль.
- Функція Кантора є неперервною, має обмежену варіацію, але не є абсолютно неперервною.
- Функція Кантора є функцією розподілу випадкової величини, що рівномірно розподілена на множині Кантора.
- Довжина кривої графіка функції рівна 1.